# Arcidiecéze dijonská
Arcidiecéze dijonská (lat. Archdiocesis Divionensis, franc. Archidiocèse de Dijon) je francouzská římskokatolická arcidiecéze, založená 9. dubna 1731. Na arcidiecézi byla povýšena 8. prosince 2002. Leží na území departementu Côte-d'Or, jehož hranice přesně kopíruje. Sídlo arcibiskupství i katedrála svatého Benigna Dijonského se nachází v Dijonu. Arcdiecéze je hlavou církevní provincie Dijon.

## Historie

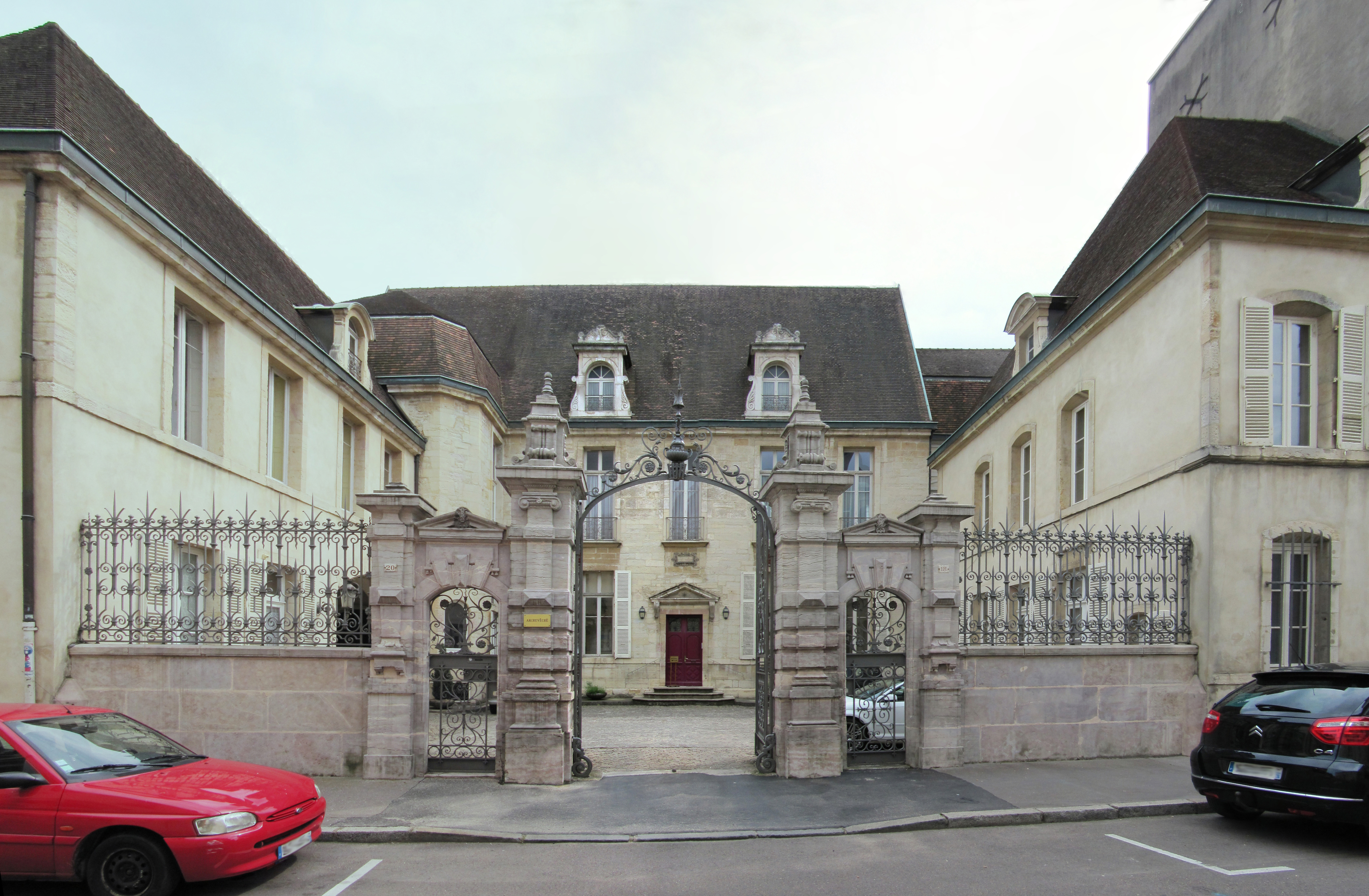
Sídlo arcibiskupství

Biskupství bylo v Dijonu zřízeno 9. dubna 1731.
V důsledku konkordátu z roku 1801 byla 29. listopadu 1801 zrušena diecéze Langres a její území včleněno do diecézí Troyes a Dijon; 6. října 1822 byla diecéze Langres obnovena.
Dne 8. prosince 2002 byla diecéze Dijon povýšena na metropolitní arcidiecézi. Do církevní provincie Dijon náleží tři diecéze (arcidiecéze Sens, diecéze Autun a diecéze neverská) a teritoriální prelatura Mission de France.

## Ordinář
Od 13. února 2004 je arcibiskupem metropolitou Mons. Roland Minnerath. V roce 2022 byl emeritován a jeho nástupcem byl jmenován Mons. Antoine Hérouard.